# Einar Thulin
Einar Thulin (ur. 21 kwietnia 1896 w Lund, zm. 20 października 1963) – szwedzki lekkoatleta.

## Kariera
Na Letnich Igrzyskach Olimpijskich 1920 zajął 7. miejsce w konkursie skoku wzwyż.